# Helmut-Schmidt-Universität
Helmut-Schmidt-Universität/Universität der Bundeswehr Hamburg (w skrócie HSU-HH, pol. Uniwersytet Bundeswehry im. Helmuta Schmidta w Hamburgu) – niemiecka uczelnia państwowa w Hamburgu dla oficerów oraz pracowników Bundeswehry, założona w 1972 z inicjatywy ówczesnego ministra obrony, Helmuta Schmidta (SPD), którego imię nosi od 2003 roku.

## Informacje ogólne
Uniwersytet im. Helmuta Schmidta w Hamburgu jest razem z Uniwersytetem Bundeswehry w Monachium jednym z dwóch funkcjonujących obecnie w Niemczech uniwersytetów Bundeswehry. Ich celem jest kształcenie kadr oficerskich oraz pracowników cywilnych Bundeswehry. Do dziś warunkiem przyjęcia na studia jest zobowiązanie się do służby na co najmniej 13 lat oraz odbycie zasadniczej służby wojskowej.
HSU został założony jako uczelnia reformowana, tj. bez militarystycznej czy uniwersyteckiej tradycji pod nazwą Hochschule der Bundeswehr Hamburg (FhBw H). W 1973 roku dokonano pierwszego naboru 300 studentów. Od 1978 na uczelni można zdobywać doktorat oraz habilitację, co jest uzasadnione intensywnymi pracami badawczymi. Przekształcenie w pełny uniwersytet dokonano w 1985 roku. Zmieniona została wówczas również nazwa uczelni: Universität der Bundeswehr Hamburg (UniBw H). W 2007 roku system studiów został przekształcony na kompatybilny do systemu bolońskiego. Obecnie na czterech wydziałach uczelnia oferuje 10 programów licencjackich i 14 magisterskich.
W roku 2015 w uczelni w Hamburgu studiowało ok. 2320 studentów, w tym ok. 320 kobiet, ok. 60 cudzoziemców i 50 cywilów. Zajęcia prowadzi ok. 90 profesorów i ponad 900 innych pracowników. W sumie uniwersytet oferuje 2500 miejsc dla studiujących.
Ze względu na studium w trymestrach można studiować na uczelniach Bundeswehry bardzo intensywnie, szybciej niż na uczelniach cywilnych. Dlatego licencjat można tu zdobyć w przeciągu trzech, a tytuł magistra w przeciągu czterech lat. Ponadto HSU kładzie nacisk na interdyscyplinarność studiów oraz powiązanie z praktyką. Większość studentów podczas studiów mieszka na terenie miasteczka uniwersyteckiego i chwali sobie zarówno krótkie drogi, jak i studia w małych grupach. Do dyspozycji studentów i nauczycieli akademickich jest otwarta w trybie ciągłym biblioteka. W jej zbiorach znajduje się 710 000 tomów oraz ok. 1600 drukowanych i ponad 3000 cyfrowych czasopism. Jej roczny budżet na zakup nowych mediów wynosi 1,6 mln euro, z czego ⅓ jest zarezerwowana na media cyfrowe, przez co jej zbiory wyróżniają się swą aktualnością.
Zawodowi żołnierze podczas studiów otrzymują nadal swoje pobory. Mimo że oferta uniwersytetu orientuje się wedle potrzeb Bundeswehry, uczelnia zatrudnia wielu wojskowych i prawie wyłącznie takich kształci, zarówno uniwersytet, jak i kierunki studiów odpowiadają w pełni hamburskim przepisom dotyczącym wszystkich cywilnych uczelni. Dlatego dyplomy HSU są ekwiwalentne w stosunku do dyplomów innych niemieckich uczelni państwowych.

## Kalendarium dziejów Uniwersytetu
- 1972 – rozporządzenie rządu federalnego RFN o stworzeniu wyższych szkół Bundeswehry w Monachium i Hamburgu
- 1973 – Hochschule der Bundeswehr Hamburg (pol. Wyższa Szkoła Bundeswehry w Hamburgu) przyjmuje pierwszych 300 studentów
- 1976 – pierwsi absolwenci otrzymują dyplomy
- 1978 – uczelnia otrzymuje prawo nadawania stopnia naukowego doktora oraz prawo habilitacji
- 1985 – przemianowanie uczelni na Universität der Bundeswehr Hamburg (pol. Uniwersytet Bundeswehry w Hamburgu)
- 2001 – udostępnienie uczelni dla studentów płci żeńskiej
- 2002 – udostępnienie uczelni dla studentów cywilnych
- 2003 – przemianowanie uczelni na Helmut-Schmidt-Universität Hamburg (pol. Uniwersytet im. Helmuta Schmidta w Hamburgu)
- 2007 – przekształcenie studiów dyplomowych na system Bachelor/Master, kompatybilny z systemem bolońskim[4].